# Yasumasa Morimura
Yasumasa Morimura (Osaka, 11 de junio de 1951) es un artista plástico japonés conocido por ser un representante de la fotografía escenificada, así como de la corriente artística conocida como Apropiacionismo.
Nació en Japón pocos años después del fin de la Segunda Guerra Mundial, acontecimiento que supuso profundos cambios en las relaciones entre Japón y Occidente. Estos cambios influyeron intensamente en su educación y en su posterior obra. Comenzó su formación en Osaka, hasta que en 1975 obtuvo una beca para la Kyoto City University of Art, donde permaneció estudiando diseño hasta 1978. Desde sus primeras creaciones se observa la base dualista de su obra (Oriente frente a Occidente, lo femenino frente a lo masculino, lo propio y lo extranjero, lo tradicional y lo contemporáneo...), así como el eje determinante de toda ella: el concepto de identidad.
A mediados de los ochenta incorporó la fotografía a su obra. A través de la cámara, Morimura analiza los complejos intercambios culturales entre Oriente y Occidente y denuncia la imposición cultural y económica de Occidente sobre Japón. Asimismo, rechaza otras oposiciones como predeterminadas, poniendo en tela de juicio la identidad sexual, cultural o nacional, denunciando una globalización desequilibrada e impositiva. Morimura ha sido englobado en el grupo de artistas de los setenta que utilizaron la técnica del “apropiacionismo”.
Mediante este procedimiento, el artista se apropia de imágenes clásicas del arte occidental para reinterpretarlas y recrearlas dándoles una nueva significación. De este modo, Morimura cosifica la obra (gran influencia de autores como Marcel Duchamp o Andy Warhol), del mismo modo en el que siente que el pueblo japonés ha sido cosificado por la opresión occidental. A pesar de que su obra generalmente la desarrolla en fotografías en color sobre lienzos u otros soportes, también realiza audio/vídeo-instalaciones, e incluso colabora en giras teatrales desde el año 2000. Sin embargo su trabajo siempre ha gozado de aspecto teatral: el propio Morimura es el actor de su obra. Mediante un elaborado maquillaje y un agudo narcisismo, se transforma en los personajes de los grandes clásicos, dando una nueva identidad a las grandes obras canónicas.